# Gontzal Rodríguez Díez
Gontzal Rodríguez Díez (Barakaldo, 4 de gener de 1982) és un exfutbolista basc, que ocupava la posició de migcampista.

## Trajectòria
Després de passar pel Juvenil i pel CD Baskonia, el 2003 arriba al Bilbao Athletic, equip en el qual milita dues temporades i mitja. L'estiu del 2005 debuta amb el primer equip de San Mamés en un partit de la Copa Intertoto.
Al mercat d'hivern de la temporada 05/06 marxa al CE Alcoià. En finalitzar la campanya, retorna al País Basc per militar al Santurtzi, de la Tercera divisió basca.